# Воронка розмивання

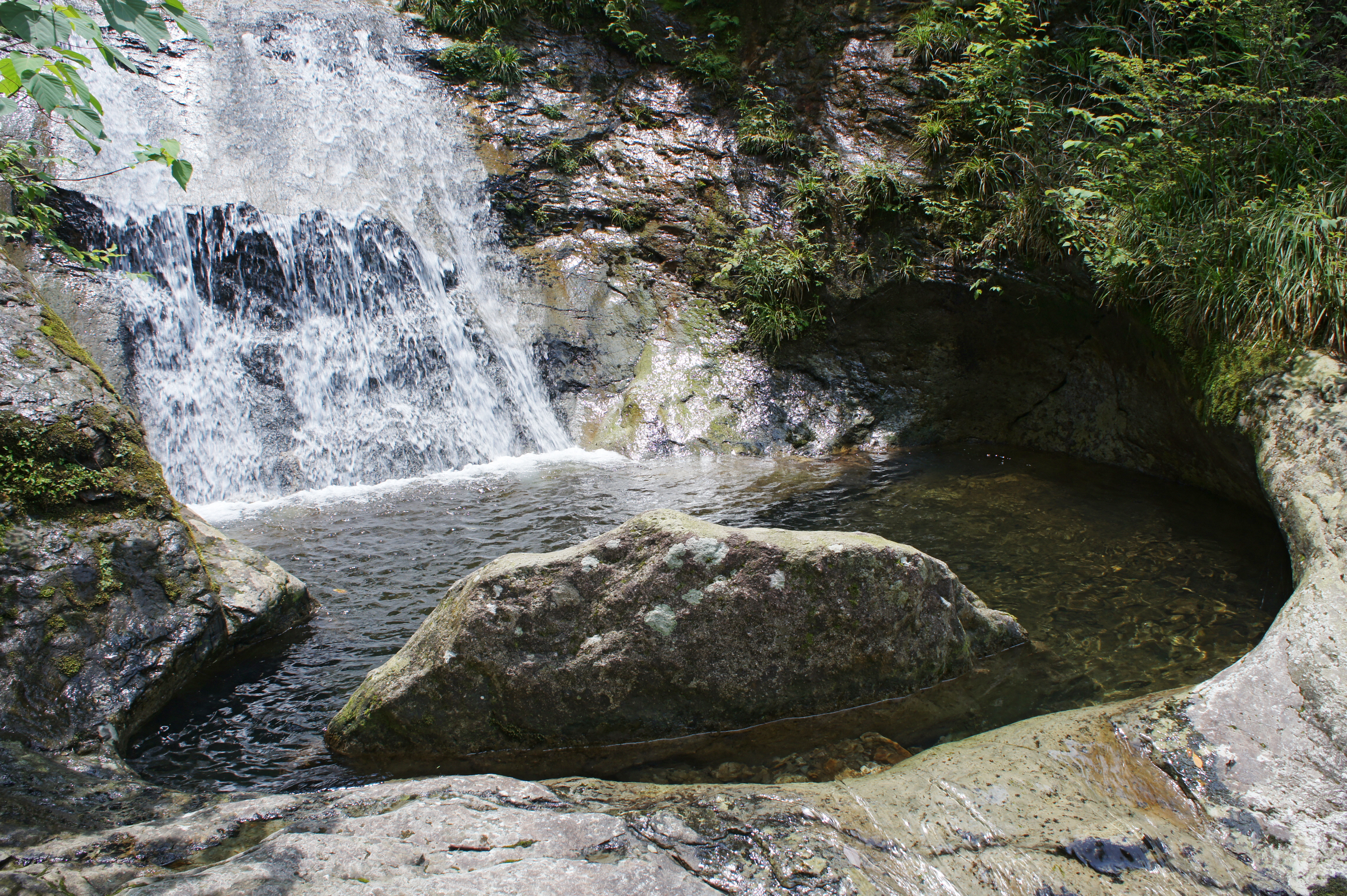
Воронка розмивання утворена падінням води.

Воронка розмивання (або лійка розмивання; рос. воронка размывания; англ. wash-out cone, нім. Ausspüllungstrichter m) — яма, утворена в дні нижнього б'єфа в результаті розмивання дна нижнього б'єфа або утворена ґрунтом, відкинутим від стінки струменем чи потоком рідини, що рухається в руслі.